# Хронология войны в Газе (с 2023)
7 октября 2023 года, в день праздника Симхат Тора, палестинские террористические группировки, крупнейшей из которых является ХАМАС, начали крупномасштабное вторжение в Израиль из сектора Газа, прорвав барьер между сектором Газа и Израилем, и, проникнув в близлежащие израильские населённые пункты и на военные объекты, стали убивать и похищать жителей Израиля.
Обратите внимание: поскольку некоторые события могут стать известны или полностью поняты только в ретроспективе, этот список не является исчерпывающим. События на местах, точное время которых известно, происходят по израильскому летнему времени (UTC+3).

## 2023

### Октябрь
7 октября
6:35 утра по восточному стандартному времени; на юге и в центре Израиля прозвучали первые сирены воздушной тревоги в ответ на ракеты ХАМАСа. Одновременно с этим первое публичное заявление ХАМАСа сделал Мухаммад Дейф, главарь военного крыла ХАМАС, в десятиминутной записанной речи, опубликованной в Интернете. В ней Дейф объявил о начале «Операции „Наводнение Аль-Акса“» и о том, что «враг поймет, что время их неистовства без ответственности закончилось», призывая палестинцев атаковать израильские поселения любым оружием, которое у них есть.
07:00: Музыкальный фестиваль Supernova возле светского кибуца Реим подвергся нападению боевиков ХАМАСа. Из примерно 3000 человек, присутствовавших на фестивале, по меньшей мере 260 были убиты, а многие другие похищены.
07:40: Армия обороны Израиля (ЦАХАЛ) объявила, что боевики ХАМАС вошли на юг Израиля, и попросила жителей Сдерота и других городов оставаться дома.
08:15: Сирены включились в Иерусалиме после ракетного обстрела, упавшего на лесистые холмы на западной окраине города.
08:23: Израиль объявил состояние боевой готовности, задействовав своих резервистов в ответ на продолжающиеся ракетные обстрелы.
08:34: Израиль объявил о начале контртеррористической операции, получившей название «Железные мечи».
10:47: Первые истребители ВВС Израиля атаковали сектор Газа.
11:35: Премьер-министр Биньямин Нетаньяху сделал свое первое заявление о конфликте через Твиттер заявив, что Израиль находится в состоянии войны.
12:21: ЦАХАЛ начал операцию по освобождению своих городов на юге Израиля, в то время как количество ракет, выпущенных из сектора Газа, возросло до более чем 1200.
14:29: Соединённые Штаты сделали свое первое заявление через Совет национальной безопасности, в котором осудили террористическую атаку ХАМАСа и подтвердили поддержку США Израиля.
18:08: Президент США Джо Байден поговорил с премьер-министром Израиля Биньямином Нетаньяху и выразил свои соболезнования и поддержку, позже заявив во время выступления, что поддержка Израиля со стороны США была «твердой и непоколебимой».
Хамасовцы учинили резню в ряде израильских поселений: Нетив-ха-Асаре, Беэри, Кфар-Азе, Холите, Нир-Озе и других.
8 октября
Было приказано эвакуировать жителей Израиля, проживающих вблизи сектора Газа, и Нетаньяху назначил бывшего бригадного генерала Гала Хирша ответственным лицом правительства по вопросам пропавших и похищенных граждан.
Армия обороны Израиля объявила, что призвала до 300 000 резервистов и стремится ликвидировать военный потенциал ХАМАСа и положить конец его господству над сектором Газа.
Армия обороны Израиля ввела локдаун на Западном берегу реки Иордан.
9 октября
Алим Абдалла, заместитель командира израильской 300-й бригады 91-й дивизии, был убит в результате нападения «Хезболлы» на ливанской границе.
Министр обороны Йоав Галант объявил о «полной» блокаде сектора Газа, которая приведет к отключению электричества и блокированию ввоза продовольствия и топлива, добавив, что «мы боремся с человеческими животными и действуем соответственно».
ВВС развернули тяжелые транспортные самолёты C-130 и C-130J по всей Европе, чтобы собрать сотни неработающих военнослужащих ЦАХАЛа для участия в конфликте.
10 октября
Президент Байден отметил на дневном брифинге, что «ХАМАС не выступает за право палестинского народа на достоинство и самоопределение. Его заявленная цель — уничтожение Государства Израиль и убийство еврейского народа» и охарактеризовал нападение как «акт чистого зла».
Армия обороны Израиля предупредила власти Газы и нанесла авиаудары по подземным туннелям для переброски оружия в районе КПП Рафиах, после которых КПП закрылся, но губернатор египетской провинции Северный Синай Мухаммед Абдель Фадиль Шуша заявил, что если понадобится его могут открыть для приема раненых палестинцев.
Лидер группировки йеменских зейдитов Абдул-Малик аль-Хуси пригрозил, что любое вмешательство США в сектор Газа приведет к интервенции зейдитов-хуситов.
Бывший главарь ХАМАСа Халед Машаль призвал на 13 октября к глобальному антисемитскому «Дню ярости».
11 октября
Утром, в ходе авианалёта ВВС Израиля, было полностью уничтожено здание Исламского университета в Газе. В ЦАХАЛ объяснили удар тем, что в университете проходило обучение инженеров ХАМАС по разработке ракет и взрывных устройств.
Исламский университет аль-Азхар в Египте выпустил обращение к жителям сектора Газа с призывом не эвакуироваться; заявив: «лучше умереть на своей земле, как рыцарям, героям и мученикам».
Сообщалось, что среди погибших во время резни в Кфар-Азе были дети.
Министерство здравоохранения Палестины сообщило, что число погибших в результате авиаударов Израиля составило 1055 человек, 5184 получили ранения, а более 2600 жителей Газы покинули свои дома. Число погибших в Израиле составило 1200 человек.
Единственная электростанция в Газе прекратила работу из-за нехватки топлива.
Папа Франциск призвал освободить всех заложников и выразил обеспокоенность по поводу «тотальной осады» Газы.
«Хезболла» взяла на себя ответственность за атаки с применением «точных ракет».
Сообщается, что 17 граждан Великобритании погибли или пропали без вести, а 14 граждан Таиланда были взяты в заложники.
Соединённые Штаты провели переговоры с Египтом относительно гуманитарного коридора через пограничный переход в секторе Газа возле Рафаха.
12 октября
Армия обороны Израиля ударила по элитному подразделению ХАМАС в секторе Газа.
Израиль [кто?] заявил в четверг, что гуманитарного перерыва в осаде сектора Газа не будет, пока не будут освобождены все заложники, после того как Красный Крест попросил разрешить ввоз топлива, чтобы не допустить «превращения переполненных больниц в морги».
ВВС Израиля сбросили около шести тысяч бомб на более чем 3600 объектов ХАМАС за день.
По информации Wall Street Journal, эскадрилья американских штурмовиков А-10 прибыла на базу Аль-Дафра в ОАЭ для поддержки Израиля и сдерживания любого нападения.
Армия обороны Израиля объявила в социальных сетях, что более 1000 израильтян были убиты, и подтвердила, что 50 человек являются заложниками или пропали без вести.
На авиабазу Неватим прибыла военная техника США, а в восточном Средиземноморье дислоцировалась ударная группа авианосца «Джеральд Форд».
Австралия и Канада планировали вывезти своих граждан из Израиля через Тель-Авив.
По данным ООН, более 260 000 палестинцев были перемещены из-за авиаударов Израиля по сектору Газа. ВВС атаковали более 200 целей.
Солдаты ЦАХАЛа наносили артиллерийские удары в Сирии после того, как в сторону северного Израиля было выпущено несколько миномётов.
В Израиле зафиксировано 150 тел террористов. Некоторые не бежали обратно в сектор Газа, и их разыскивала ЦАХАЛ с использованием военных сетей, в результате чего за прошедшие сутки было убито 18 человек.
Израиль разбросал листовки над сектором Газа с призывом к эвакуации.
Израиль объявил, что Газа не будет получать воду, топливо и электричество до тех пор, пока заложники не будут освобождены.
Израиль подтвердил бомбардировку Дамаска и международного аэропорта Алеппо в Сирии.
13 октября
По данным АОИ, израильские самолёты нанесли удары по 750 военным целям на севере Газы за ночь. Некоторые политики утверждают, что израильские военные применили белый фосфор при обстреле Газы. Израиль обратился к жителям северной части сектора Газа с требованием эвакуироваться на юг сектора за 24 часа; агентство Reuters оценило их число в миллион человек. ООН заявила, что перемещение такого количества человек невозможно без гуманитарных последствий.
ХАМАС нанёс удар по аэропорту Бен-Гурион, куда прибывает американская военная помощь. ООН призвала Израиль отменить требование о перемещении жителей сектора Газа на юг.
Жители Газы бегут на юг анклава (де-факто за пределы Вади-Газа) после предупреждения ЦАХАЛа накануне. ООН предупреждает о гуманитарной катастрофе и просит Израиль отменить свое требование, как и Amnesty International. ХАМАС призывает жителей Газы в северном регионе (около 1,1 миллиона человек) не спасаться от бомбежек, а оставаться на своих местах. Ватикан предлагает посредничество. ЦАХАЛ проводит локальные рейды на ячейки ХАМАС. По данным министерства здравоохранения Газы, в первую неделю войны число погибших в секторе Газа составило 1900 человек, а число раненых — 7696 человек.
Двое израильских полицейских получили ранения при нападении в Иерусалиме.
14 октября
Утром ХАМАС заявил, что израильские ВВС нанесли удары по колонне арабских беженцев, следовавших из Газы на юг, израильская армия категорически опровергла атаку на беженцев.
Отмечены попытки ХАМАС помешать эвакуации населения на юг сектора путём выпуска заявлений и блокировки дорог. Египет отказался выпускать беженцев из сектора Газа через КПП Рафиах; ХАМАС одобрил это решение.
К американской авианосной ударной группе Gerald Ford в восточной части Средиземного моря присоединились истребители-бомбардировщики F-15E Strike Eagle.
ХАМАС поблагодарил Президента Российской Федерации Владимира Владимировича Путина за заявление в поддержку Палестины.
ЦАХАЛ объявил два маршрута с безопасным проходом с 10:00 до 16:00. IDT (07:00-13:00 UTC) для массовой эвакуации.
Израиль и Египет объявили, что контрольно-пропускной пункт Рафах будет открыт для иностранных граждан с полудня до 17:00.
США разрешили выезд из своего посольства персонала, не связанного с чрезвычайными ситуациями.
Из более чем 1300 убитых ХАМАСом в Израиле более 100 являются иностранцами.
ВВС ЦАХАЛа разрушили дом одного из командиров ХАМАСа Али аль-Кади, башни С3 в Хан-Юнисе, и ситуационного центра ХАМАС, следящего за израильскими военными.
Глава воздушной системы ХАМАСа и координатор резни на молодёжном фестивале Абу Мерада нейтрализован.
Израиль считает, что война может продлиться месяцы. Рекордное количество резервистов — 360 000 — явилось на службу.
15 октября
Израиль вновь подал свою воду в Сектора Газа.
США послали в Средиземное море ещё одну авианосную группу с кораблем «Эйзенхауэр» для обеспечения безопасности Израиля.
16 октября
16 октября Авианосец «Эйзенхауэр» отплыл из военной базы Норфолк в Вирджинии и направился к авианосцу «Джеральд Р. Форд».
17 октября
На автостоянке возле больницы «Аль-Ахли» в Газе прогремел взрыв. Министерство здравоохранения Газы, подконтрольное ХАМАС, заявило, что «при ударе по больнице» погибло «по меньшей мере 500 человек, ещё сотни получили ранения». ХАМАС обвинил во взрыве Израиль, назвав причиной авиаудар ЦАХАЛ; это обвинение повторили многие арабские государства и страны исламского мира. Хезболла на фоне взрыва у больницы объявила среду «днём гнева» против Израиля и призвала население всех арабских и мусульманских стран выходить на протесты.
В свою очередь, ЦАХАЛ заявил, что взрыв произошёл в результате неудачного запуска ракеты из сектора Газа группировкой Палестинский исламский джихад (ПИД) в направлении Израиля, что подтвердили разведслужбы США, Канады, Франции и Италии, а также расследования Ассошиэйтед Пресс, CNN и The Wall Street Journal. Количество погибших при взрыве на автостоянке от палестинской ракеты, по данным западных расследований, составило от 24 до 50 человек.
18 октября
18 октября Президент США Джо Байден прибыл с визитом в Тель-Авив. Запланированный саммит в Иордании, с участием президента США Джо Байдена, Иордании, Египта и Фатха был отменен.
19 октября
По сообщению катарского телеканала Al Jazeera, район города Хан-Юнис на юге сектора Газа, в котором расположена одна из школ Ближневосточного агентства ООН для помощи палестинским беженцам (БАПОР), попал под обстрел ВС Израиля, в результате не менее 4 палестинцев погибли и около 50 получили ранения.
Премьер-министр Великобритании Риши Сунак прибыл в Израиль.
Командующий силами безопасности Газы генерал-майор Джихад Мухайсен убит.
20—21 октября
20 октября МИД Палестины заявил об обстреле со стороны Израиля греческой православной церкви Св. Порфирия, расположенной на юге Газы, здание частично разрушено, есть убитые и раненые. В тот же день АОИ заявила, что стена церкви была повреждена в результате удара по соседнему зданию, в котором был размещен командно-контрольный пункт, который использовался для атак против Израиля, и что по сообщениям о разрушении церкви ведется проверка.
21 октября через КПП «Рафиах» на египетской границе пропустили колонну из 20 грузовиков с гуманитарным грузом (медикаменты и продовольствие, но не топливо и вода). В тот же вечер две заложницы, Йегудит Тай Раанан и Натали Шошана Раанан, имеющие помимо израильского американское гражданство, были освобождены ХАМАС и переданы «Красному кресту».
22 октября
ВВС Израиля нанесли удар по подземному комплексу мечети Аль-Ансар в городе Дженин, где, по словам израильских военных, накапливались боевики, планировавшие теракт. Палестинские власти заявили, что удар был нанесён по лагерю беженцев.
Танк ЦАХАЛ случайно выстрелил в египетский пограничный пост, расположенный в районе Керем-Шалома. Произошедшее расследуется, и детали выясняются. ЦАХАЛ выразил сожаление из-за произошедшего.
23 октября
Около 15:00 ПВО Израиля уничтожила на границе с сектором Газа два БПЛА-камикадзе «Зауари». По заявлениям ХАМАС, беспилотники направлялись к израильским авиабазам Хацерим и Цеэлим. Ещё один беспилотник был сбит над морем в окрестностях Акко, он вошёл в воздушное пространство Израиля со стороны Ливана.
Израильские СМИ сообщили, что ХАМАС освободил двух заложниц, жительниц кибуца Нир-Оз, 80-летнюю Нурит Купер и 85-летнюю Йохевед Лифшиц. Их мужья до сих пор удерживаются в секторе Газа.
В эфире австралийской радиостанции ABC пресс-секретарь Армии обороны Израиля (ЦАХАЛ) в резерве Йонатан Конрикус заявил о неизбежности наземной операции ВС Израиля в секторе Газа, если боевики палестинского движения ХАМАС не освободят всех заложников и не сдадут своё оружие. Он отметил, что цель операции заключается в полном лишении ХАМАС военного потенциала. Конрикус подчеркнул, что если бы ХАМАС вышел из своих укрытий, вернул всех заложников и безоговорочно сдался, война была бы завершена, но такого не произойдёт. В связи с этим Израилю придётся провести наземную операцию в Газе. Наземная операция долго откладывалась, в том числе по просьбе США, чтобы Пентагон мог разместить в регионе системы противовоздушной обороны для защиты американских войск.
24 октября
В Израиле заявили, что за ночь, в результате ударов по Газе, были убиты десятки боевиков ХАМАС, и указали, что «не намерены ослаблять бомбардировки занятой террористами территории». По сообщению пресс-службы ЦАХАЛ, за ночь по объектам ХАМАС в Газе было нанесено 400 ударов.
В Израиль в качестве военного советника прибыл генерал-лейтенант Корпуса морской пехоты США Джеймс Глинн.
401-я бронетанковая бригада «Иквот а-Барзель», действующая в составе 162-й бронетанковой дивизии «А-Плада», при поддержке бригады «Гивати» атаковала позиции противотанковых сил ХАМАСа в секторе Газы.
ВМС Израиля ликвидировали группу боевых пловцов («водолазов») ХАМАС, пытавшихся водным путем попасть на территорию Израиля в районе кибуца Зиким.
С 17 по 24 октября йеменская группировка хуситов, ранее неоднократно сообщавшая о готовности вступить в конфликт на стороне Палестины, запустила в сторону Израиля 5 крылатых ракет иранского производства и около 30 дронов. 4 ракеты и часть дронов были перехвачены американским эсминцем USS Carney, дислоцированным в Красном море. Одна ракета была сбита Саудовской Аравией в своём воздушном пространстве.
25 октября
ХАМАС заявили о запуске ракет «Айяш-250» (дальность до 250 км) по Эйлату и R160 (дальность до 160 км) по Хайфе.
В ночь с 25 на 26 октября пехотные, инженерные и бронетанковые силы ЦАХАЛа приступили к активным действиям на территории Газы, но официальные лица США и Израиля отрицают, что эти операции следует считать началом широкомасштабного вторжения.
26—27 октября
В ночь на 26 октября силы АОИ (бригада «Гивати») провели рейд с применением танков на территорию северной части сектора Газа «в рамках подготовки района к следующим этапам боевых действий», израильские военные «обнаружили и атаковали многих террористов, уничтожили террористическую инфраструктуру и противотанковые позиции». По завершении миссии израильские войска без потерь вернулись в места дислокации.
Пехотные, бронетанковые и инженерные подразделения 36-й дивизии ЦАХАЛ предприняли второй рейд на территорию сектора Газа — на этот раз в центральные районы. Одновременно в южных районах сектора Газа провели спецоперацию бойцы 13-й флотилии ВМС АОИ.
28 октября
Представитель ЦАХАЛ Даниэль Хагари заявил, что в ночь на 28 октября ЦАХАЛ расширит операцию в секторе Газа. Израильская армия подвергла сектор Газа самой массированной бомбардировке с момента начала операции. Палестинские источники сообщили о перестрелке боевиков ХАМАС с техникой АОИ, движущейся в сторону города Бейт-Ханун и лагеря беженцев Аль-Бурейдж.
Вечером во время пресс-конференции Биньямин Нетаньяху заявил: «Вчера вечером в Газу вошли дополнительные сухопутные войска, и началась вторая фаза войны. ЦАХАЛ зашёл в сектор Газа для уничтожения ХАМАС и освобождения заложников».
29 октября
За сутки ВВС ЦАХАЛ нанесли удары по 450 целям ХАМАС в секторе Газа.
Израиль возобновил подачу воды в сектор Газа по двум из трёх водопроводов в объёме 28,5 млн л (примерно половина от довоенного объёма). Израильские власти заявили о намерении ежедневно пропускать в сектор Газа по 100 грузовиков с гуманитарной помощью через пограничный пункт «Рафиах».
30 октября
Пресс-служба АОИ сообщила, что за минувшие сутки ВВС, ВМС и сухопутные войска атаковали более 600 целей в секторе Газа, включая склады оружия и боеприпасов, укрытия и точки сбора боевиков, противотанковые позиции. В частности, с применением БПЛА был атакован пункт сбора боевиков, а в другом случае по наводке пехоты ударом с воздуха была уничтожена противотанковая позиция террористов на территории университета «Аль-Азхар». Израильские танки и пехота вторглись на окраины города Газа и, по словам очевидцев, перекрыли одну из двух главных дорог (транспортный коридор Салах-ад-Дин, развязка Нецарим), соединяющих северную часть сектора Газа с южной, в ходе крупного наступления, которое, по всей видимости, было направлено на окружение крупнейшего населенного пункта в секторе.
АОИ сообщила об освобождении взятой в заложницы 7 октября рядовой Ори Магидиш, наблюдательницы с военной базы Нахаль-Оз.
31 октября
Пресс-служба АОИ сообщила, что за минувшие сутки «объединённые боевые подразделения ЦАХАЛ поразили 300 объектов террористической организации ХАМАС, включая противотанковые и ракетные пусковые установки в шахтах, а также военные комплексы внутри подземных туннелей». В АОИ заявили, что израильские военные атаковали террористов в подземных туннелях, проходящих под сектором Газа.
Утром в районе города Эйлат на берегу Красного моря сработали сирены воздушной тревоги, и израильские военные заявили, что сбили приближающуюся «воздушную цель». Позже йеменское движение «Ансар Аллах» (хуситы) взяло на себя ответственность за запуск беспилотных летательных аппаратов из республики в сторону Израиля. БПЛА были уничтожены над Красным морем.
Командующий Южным военным округом ЦАХАЛ генерал-майор Ярон Финкельман обратился к войскам по радио и объявил о начале наступления на ХАМАС и террористические организации в секторе Газа. В Ашдоде зафиксированы попадания ракет из сектора Газа, сгорело несколько автомобилей.

### Ноябрь
1 ноября
Даниэль Хагари сообщил, что АОИ прорвала переднюю линию обороны ХАМАС на севере сектора Газа.
Египет частично открыл КПП «Рафиах» — к вечеру среды Газу покинули около 320 человек с двойным гражданством, также в Египет был эвакуирован 81 раненый, в том числе 19 в критическом состоянии.
2 ноября
Даниэль Хагари сообщил, что АОИ перерезала сектор Газа с востока на запад и дошла до шоссе Аль-Рашид на побережье Средиземного моря, тем самым разделив территорию сектора на две части. В следующие дни будет проводиться зачистка северной части, где расположен город Газа.
3 ноября
Израиль выслал в южную часть сектора Газа через КПП «Керем-Шалом» тысячи палестинских гастарбайтеров с западного берега р. Иордан.
4 ноября
АОИ сообщила, что этой ночью пехотные подразделения дивизии «Газа», усиленные танками и сапёрами, совершили «целевую вылазку» в южную часть сектора Газа с целью рекогносцировки и разминирования. Во время рейда произошла стычка с отрядом боевиков ХАМАС, вышедших из подземного туннеля.
Израильские ВВС нанесли удар по машинам скорой помощи, двигавшимся от больницы «Шифа» в сторону КПП Рафиах. АОИ пояснила, что атакованные машины использовалась ХАМАСом для переброски боевиков, добавив, что «несколько террористов были ликвидированы». При этом Армия обороны Израиля не предоставила доказательств того, что машины скорой помощи использовались боевиками ХАМАСа, но заявила, что будет опубликована дополнительная информация.
Утром ЦАХАЛ объявил, что шоссе Салах ад-Дин будет открыто с 13:00 до 16:00 для эвакуации мирного населения на юг. В объявленный промежуток времени ХАМАС атаковал силы ЦАХАЛ с использованием миномётов и противотанковых гранат. Потерь среди военнослужащих ЦАХАЛ нет.
В 17:05 ХАМАС выпустил в сторону Эйлата вторую (после 25 октября) ракету «Айяш-250». На этот раз ракета была перехвачена с использованием противоракетного комплекса «Хец», её обломки упали в пустыне Арава.
Бригады Аль-Кудса запустили беспилотник «Абабиль» по израильскому командному центру к юго-востоку от Зейтуна.
4 ноября пресс-секретарь Ближневосточного агентства ООН для помощи палестинским беженцам и организации работ (БАПОР) подтвердила сообщения о том, что Израиль нанес авиаудар по школе, находящейся в ведении ООН в лагере беженцев Джабалия. По данным министерства здравоохранения Газы, в результате нападения пятнадцать человек погибли и десятки получили ранения. По данным БАПОР, как минимум один удар пришёлся по школьному двору, где перемещенные семьи разбили свои палатки. Министерство здравоохранения Газы сообщило, что в результате ещё одного израильского ракетного удара по входу в детскую больницу Насера погибли две женщины.
5 ноября
36-я дивизия ЦАХАЛ продвинулась вглубь сектора Газа и заняла позиции на берегу Средиземного моря.
Израиль использовал систему противоракетной обороны «Хец», чтобы сбить запущенную хуситами баллистическую ракету «Кадер» вне атмосферы Земли, что считается первым в истории боем в космосе
6 ноября
ЦАХАЛ восстановил работу наблюдательного пункта «Нахаль-Оз», разгромленного террористами 7 октября. На дежурство заступили девушки-военнослужащие из 414-го полевого разведывательного батальона «Нешер». Их задача — круглосуточное слежение за происходящим на южных границах Израиля.
6 ноября восемь человек были убиты и ещё десятки получили ранения в результате израильских ракетных обстрелов медицинского комплекса «Насер» в городе Газа, в результате которых пострадала детская больница «Ан-Насер». В тот же день Human Rights Watch призвала к введению эмбарго на поставки оружия как Израилю, так и ХАМАСу и другим палестинским военизированным группировкам, обвинив их в совершении военных преступлений против мирного населения.
Бригады аль-Кассам заявили, что они уничтожили танки ЦАХАЛа к югу от Тель-эль-Хавы и атаковали израильские силы, продвигавшиеся вглубь страны от побережья Газы.
7 ноября
В ночь на 7 ноября ЦАХАЛ начал боевые действия в центральных кварталах Газы, уничтожив пост боевиков, а также несколько миномётных и противотанковых позиций. Группа боевиков ХАМАС забаррикадировалась в здании возле больницы Аль-Кудс в районе Таль аль-Хава города Газа. По наводке с земли по зданию нанесли авиаудар, вызвавший детонацию боеприпасов, которые, судя по всему, были там складированы. Однако газете Washington Post не удалось проверить справедливость информации о боях в центре Газы. В свою очередь, анонимные источники в бригадах аль-Кассам сообщили, что их бойцы наносят тяжёлые потери наступающим израильским силам, но агентству Reuters не удалось проверить достоверность этого утверждения.
Начальник генштаба ЦАХАЛ Герци Ха-Леви заявил, что израильские ВВС готовы действовать и наносить удары по любым целям в регионе против любой угрозы или в интересах безопасности Израиля.
8 ноября
Поток беженцев, покидающих северные районы сектора Газа по гуманитарному коридору вдоль шоссе Салах ад-Дин, вырос до 15 тыс. человек в день. В ответ ЦАХАЛ увеличил время действия гуманитарного коридора на один час.
252-я бронетанковая дивизия ЦАХАЛ, целиком состоящая из резервистов, впервые со времён Первой Ливанской войны полностью введена в сектор Газа.
Вечером Даниэль Хагари заявил, что ХАМАС утратил контроль над северной частью Газы, и что за 8 ноября в безопасные южные районы ушли около 50 тыс. палестинцев.
9 ноября
ЦАХАЛ сообщил, что подразделения бригады «Нахаль» после 10-часового боя полностью овладели укреплённым пунктом ХАМАС «Форпост-17» в западной части Джебалии.
10 ноября
Министр обороны Израиля Йоав Галант сообщил, что АОИ достигла окрестностей порта Газы.
401-я бригада ЦАХАЛ заканчивает зачистку северного участка средиземноморского побережья Газы, контролировавшегося батальоном «Шати» (ХАМАС). За последние дни бойцы бригады уничтожили около 150 террористов, захватили заставу «Бадар» и приступили к зачистке территории отеля «Blue Beach», где закрепились около 30 боевиков с противотанковыми средствами.
11 ноября
ЦАХАЛ ведёт бой с террористами ХАМАСа возле больницы «Шифа». При этом огонь по больнице не ведётся, и сама больница не блокирована — в восточной (по данным Телеграм-канала пресс-службы ЦАХАЛ в западной) части комплекса открыт свободный проход для желающих переместиться в более безопасные районы. Также ЦАХАЛ открыл дополнительный маршрут эвакуации для мирных жителей, находящихся на территории больниц «Ар-Рантиси» и «Ан-Наср». Во время пресс-конференции Даниэль Хагари заявил, что руководство больницы «Шифа» обратилось к ЦАХАЛ за помощью в эвакуации детей, и что такая помощь будет оказана 12 ноября.
С начала наземной операции подразделения ЦАХАЛ взяли под контроль 11 опорных пунктов ХАМАС в северной части сектора Газа. 3300 наземных целей было поражено боевыми самолётами ЦАХАЛ, 860 — военными вертолётами и более 570 — беспилотниками.
Бойцы 551-й резервной бригады спецназа, ведущей боевые действия в Бейт-Хануне, обнаружили склад боеприпасов на территории детского сада.
12 ноября
Две крупные больницы в Газе закрылись для приёма новых пациентов, а персонал заявил, что израильские бомбардировки, нехватка топлива и медикаментов могут привести к смерти новорожденных детей и раненых, при этом ХАМАС, по заявлению Биньямина Нетаньяху, отказался от предложенного Израилем топлива для больниц.
13 ноября
Подразделения израильской армии достигли ворот главной больницы в Газе.
ЦАХАЛ сообщает, что террористы, прикрываясь мирными гражданами, обстреляли из РПГ технику 188-й бронетанковой бригады «Барак» около входа в больницу «Аль-Кудс» в южной части города Газа. Ответным огнём был ликвидирован по крайней мере 21 боевик.
Пресс-секретарь ЦАХАЛ Авихай Эдри заявил, что гуманитарный коридор, который начинается у больницы «Шифа» и продолжается по шоссе Салах ад-Дин, ведущему на юг сектора Газа, будет открыт с 09:00 до 16:00 по местному времени. Также с 10:00 до 16:00 был открыт гуманитарный коридор для жителей лагеря беженцев Шати (13 ноября 401-я бригада ЦАХАЛ проводила там зачистку). Кроме того, АОИ в гуманитарных целях на четыре часа приостановила боевые действия в городе Рафах на юге сектора Газа.
13 ноября 2023 года официальный представитель Офиса премьер-министра Израиля Ариэль Гольдштейн заявил, что ХАМАС потерял контроль на городом Газа. В доказательство было опубликовано фото бойцов батальона «Гидеон» бригады «Голани» в здании Законодательного совета ХАМАС.
14 ноября
АОИ направляет в госпиталь «Шифа» кувезы для новорожденных и предлагает помощь в эвакуации оставшихся в комплексе пациентов и медицинских работников.
АОИ объявила о захвате штаб-квартиры Законодательного совета ХАМАС, штаб-квартиры полиции ХАМАС, инженерного факультета, который использовался для производства боевых средств, а также дома губернатора. Также под контроль АОИ перешли укреплённые позиции, которые использовались, в частности, для тренировок ХАМАС перед вторжением в Израиль 7 октября.
162-я бронетанковая дивизия «Ха-Плада» сообщила о взятии под контроль ключевого опорного пункта ХАМАС в лагере беженцев Аш-Шати на севере сектора Газа. Лагерь покинули 150—200 тысяч палестинцев. На территории лагеря служащие дивизии столкнулись с сопротивлением примерно 200 членов ХАМАС. Командир дивизии Ицик Коэн также сообщил, что за время боёв личный состав уничтожил около тысячи боевиков и 160 подземных туннелей.
Пресс-секретарь израильской армии Авихай Эдри призвал жителей кварталов Дарадж-Туффа, Тель-аль-Хава, Ас-Сабра и Аз-Зейтун аль-Гарби покинуть город Газу по гуманитарному коридору вдоль шоссе Салах ад-Дин до 16:00.
The New York Times опубликовала отчёт, опровергающий утверждения израильских сил о том, что гибель мирных жителей и ущерб в больнице Аль-Шифа были вызваны случайными палестинскими снарядами.
15 ноября
АОИ призвала жителей пригородов Хан-Юниса (Карара, Хузаа, Бани-Сухейла и Абасан) в южной части сектора Газа покинуть свои дома.
Было снесено здание парламента ХАМАС, захваченное бойцами 7-й танковой бригады и бригады «Голани» 13 ноября.
Подразделения 36-й дивизии ЦАХАЛ провели «точечную операцию» на территории больницы «Шифа». На входе в больницу военнослужащие столкнулись с минами и вооружённым сопротивлением. Было ликвидировано около 5 боевиков. ЦАХАЛ передал администрации больницы медицинское оборудование и детское питание. К 20:05 военные покинули здания больницы и расположились в её окрестностях. Даниэль Хагари заявил, что во время осмотра больницы были обнаружены командный штаб ХАМАС, оружие и военное оборудование, а также брошенная на пол форма ХАМАС.
16 ноября
188-я бронетанковая бригада ЦАХАЛ и 13-я флотилия (спецназ ВМФ Израиля) взяли под контроль гавань Газы.
На протяжении 16 ноября бойцы спецподразделения ВВС Израиля «Шальдаг» и 36-й дивизии проводили обыски в комплексе больницы «Шифа». Несмотря на то, что в больнице остаются пациенты и медицинский персонал, по данным ЦАХАЛ, пострадавших ни среди военных, ни среди персонала нет.
В одном из зданий рядом с больницей «Шифа» бойцами 603-го инженерного батальона «Лахав» 7-й бронетанковой бригады было найдено тело 64-летней Юдит Вайс, похищенной боевиками ХАМАС 7 октября из кибуца Беэри. Также рядом с больницей было найдено тело военнослужащей ЦАХАЛ Ноа Марциано.
На территории больницы «Шифа» были обнаружены тоннельная инфраструктура и заминированный автомобиль с оружием, подготовленный для атаки 7 октября.
Министр обороны Израиля Йоав Галант заявил, что АОИ очистила от боевиков ХАМАС западные кварталы города Газа и что военные начинают новую фазу наземной операции.
17 ноября
ЦАХАЛ (резервный бронетанковый 9215-й батальон и подразделение «Яалом») уничтожил главный цех Исламского джихада по производству оружия в секторе Газа, на территории которого были найдены уникальные образцы вооружения.
Бойцы ЦАХАЛ нашли в секторе Газа тело 22-летнего Клеменса Феликса Мтенги, гражданина Танзании, похищенного 7 октября.
Израиль согласился впустить бензовозы в Газу и пообещал «никаких ограничений» на помощь, запрошенную ООН.
18 ноября
36-я дивизия ЦАХАЛа ведёт бои с батальоном ХАМАС в районе Зейтун города Газы, а также зачищает соседние кварталы Шейх-Аджлин и Рималь. 162-я дивизия ведёт бои на окраине Джебалии, где располагаются командный пункт Северной бригады и четыре батальона ХАМАС.
19 ноября
ЦАХАЛ обнаружил под больницей «Шифа» на глубине 10 метров 55-метровый туннель ХАМАС, который заканчивается взрывозащищённой дверью с амбразурой для стрелкового оружия.
Из больницы «Шифа» при содействии ООН были эвакуированы 32 недоношенных ребёнка. Они будут временно размещены в больнице Эмиратов в Рафахе, а затем переправлены в Египет для дальнейшего лечения.
20 ноября
Ссылаясь на данные патологоанатомического исследования и сведения, полученные от военной разведки и ШАБАК, руководство АОИ заявило, что похищенная 7 октября капрал Ноа Марциано получила легкие ранения при обстреле со стороны Израиля и была доставлена в больницу «Шифа», где её убил боевик ХАМАС.
Пресс-секретарь ВС страны в резерве Йонатан Конрикус заявил, что Армия обороны Израиля утвердила план нового этапа операции в Газе после окончания боёв в северной части сектора. Суть этого этапа будет заключаться в том, чтобы «прикончить то, что осталось от ХАМАС на севере сектора Газа».
188-я бригада ЦАХАЛ захватила ряд ключевых объектов ХАМАС, включая штаб батальона «Зайтун» и офис командира бригады «Газа». В одной из мечетей были обнаружены склад оружия, лаборатория по производству ракет, взрывчатки и взрывных устройств, а также вход в туннель.
Часть резервистов ЦАХАЛ, призванных в начале войны по повестке «Цав 8» в тыловые подразделения, отпустили домой.
Лазерная система противоракетной обороны «Щит света» («Маген Ор»), разрабатываемая концернами «Рафаэль» и «Эльбит Маарахот», осуществила первый в истории боевой перехват с применением лазера, сбив миномётный снаряд, выпущенный по израильской территории из Ливана.
21 ноября
162-я дивизия ЦАХАЛ завершила окружение Джебалии.
ЦАХАЛ вскрыл дверь бункера под больницей «Шифа».
22 ноября
В ночь на 22 ноября правительство Израиля утвердило схему первого этапа освобождения заложников. Минимум 50 похищенных (30 детей, 8 матерей и ещё 12 женщин) будут освобождены группами на протяжении 4 дней, в течение которых боевые действия вестись не будут. Освобождение каждых десяти похищенных сверх этого числа даст дополнительный день затишья. Взамен Израиль обязуется освободить из тюрем 150 палестинцев — женщин и несовершеннолетних, осуждённых не по статьям за убийство. По окончании перемирия боевые действия возобновятся. В МИД Катара заявили, что соглашение начнет действовать через 24 часа. Между тем ЦАХАЛ продолжает наземную операцию.
Бригада «Гивати» зачистила, обследовала и уничтожила главную базу северного вооружённого формирования боевого крыла ХАМАС в центре престижного квартала Шейх Зайд. На базе были обнаружены запасы ракет и другого вооружения, оборудование для производства оружия, макет разделительной стены на границе сектора Газа и вход в стратегический туннель.
Десантная бригада ЦАХАЛ захватила и уничтожила командный пункт и штаб разведки соединения ХАМАС в квартале Тель эль-Ава. Были обнаружены мастерские по производству оружия и запасы оружия и взрывчатых веществ.
23 ноября
Гуманитарное прекращение огня в секторе Газа для освобождения заложников отложено до 24 ноября.
24 ноября
В ночь на 24 ноября 36 дивизия ЦАХАЛ вместе с подразделением ЯХАЛОМ взорвали туннели ХАМАС под больницей «Шифа».
В 7:00 наступило прекращение огня в соответствии с договором между Израилем и ХАМАС. В 7:15 из сектора Газа были обстреляны приграничные израильские посёлки Эйн-ха-Шлоша и Кисуфим.
25 ноября
Террористы ХАМАС заявили, что решили отложить запланированный второй раунд освобождения заложников до тех пор, пока Израиль не разрешит грузовикам с гуманитарной помощью въезжать в северную часть Газы. Израильские военные намерены продолжить наступление в секторе Газа, если ХАМАС не освободит вторую группу заложников, сообщил источник израильского телеканала в системе безопасности страны. Позже катарские и египетские посредники заявили, что ХАМАС согласился освободить 13 израильтян и семерых иностранцев в обмен на 39 палестинцев, заключённых Израилем в тюрьму.
26 ноября
Третья группа израильских и иностранных заложников, удерживаемых в Газе, была освобождена ХАМАСом.
27 ноября
Власти Израиля информировали ХАМАС о возможности продлить режим прекращения огня. Официальный представитель правительства Эйлон Леви заявил: «ХАМАС уведомили, что возможность продления прекращения огня сохраняется. Мы хотим вернуть дополнительно 50 заложников». Министр обороны Израиля заявил, что после окончания перемирия боевые действия в Газе будут интенсивнее и распространятся на весь анклав. Ирак видит риск регионального конфликта, если нынешнее перемирие в Газе не превратится в постоянное прекращение огня, заявил советник премьер-министра Ирака по иностранным делам.
Катар, ХАМАС и Белый дом официально подтвердили, что Израиль и ХАМАС заключили опосредованную договорённость о продлении режима прекращения огня в секторе Газа на двое суток. Израиль готов соблюдать условия соглашения о прекращении огня, пока ХАМАС будет освобождать по 10 заложников в день.
28 ноября
Днем в двух разных точках северной части сектора Газа сработали 3 взрывных устройства, и по солдатам ЦАХАЛ была выпущена автоматная очередь. Несколько солдат получили ранение. Израильская армия открывала ответный огонь. Во всех случаях солдаты находились на позициях, оговорённых в условиях режима прекращения огня.
В южную часть сектора Газа были выдворены ещё 300 рабочих-палестинцев, имеющих лицензию.
29 ноября
Утром катера ВМС ЦАХАЛа, находящиеся у береговой линии Газы, дали предупредительный выстрел в направлении палестинских судов, нарушивших установленную для промысла зону.
Представитель ЦАХАЛа Даниэль Хагари сообщил, что были ликвидированы трое боевиков ХАМАС, в нарушение договорённостей открывшие огонь по бойцам ЦАХАЛ. Он также рассказал, что террористы используют передышку для минирования дорог и активного сбора разведывательной информации на севере сектора Газа. При этом бездействие деморализует израильских военных и усыпляет их бдительность. Офицеры поймали троих солдат, которые вопреки строгому запрету, маясь от безделья, пошли купаться в море. Шестнадцать человек, которые находились в заложниках в Газе, были переданы израильским властям.
За 20 минут до истечения срока действия режима прекращения огня ХАМАС представил список заложников, которые будут освобождены, отвечающий требованиям Израиля (возвращенные должны быть живы, и в списке должны быть дети и их матери). ХАМАС со своей стороны настоял на том, что отпустит восемь заложников, а не десять, поскольку вчера, как «дань уважения президенту РФ Владимиру Путину», сверх списка были отпущены две гражданки России (Ирина Татти и Елена Труфанова).
30 ноября
Израиль и ХАМАС объявили о продлении перемирия в секторе Газа как минимум на ещё один день. Однако в течение дня список освобождаемых заложников не был согласован, поскольку ХАМАС предлагал отдать лишь 7 живых пленников и 3 тела убитых. Израиль настаивал на возвращении 10 живых.
Израильские военные заявили, что перехватили воздушную цель на границе с Ливаном.

### Декабрь
1 декабря
За 10 минут до окончания режима прекращения огня, в 6:50 утра, ХАМАС обстрелял израильский посёлок Холит, а затем посёлки Суфа и Нир-Ицхак. В ответ ЦАХАЛ возобновил артиллерийские и авиационные удары по целям на юге и севере сектора Газа. Несмотря на возобновление военных действий, Египет и Катар продолжают попытки привести стороны к продлению режима прекращения огня.
ЦАХАЛ разделил сектор Газа на небольшие пронумерованные зоны, чтобы в дальнейшем объявлять номер зоны, которую следует покинуть мирным гражданам. Информирование будет осуществляться с помощью онлайн-оповещений и листовок, сбрасываемых с воздуха. После паузы, необходимой для эвакуации, по целям в указанной зоне будут наноситься удары. Всего через несколько часов после возобновления войны между Израилем и ХАМАС прогремел взрыв в лагере палестинских беженцев в городе Хан-Юнис на юге Газы. Израиль проинформировал несколько арабских государств о том, что он хочет создать буферную зону на палестинской стороне границы Газы для предотвращения будущих нападений. Израиль сообщил Организации Объединённых Наций, что не будет продлевать визу высокопоставленному сотруднику ООН по оказанию гуманитарной помощи сектору Газа и Западному берегу.
2 декабря
Израиль нанёс удары по целям в многолюдной южной части сектора Газа и приказал эвакуировать больше районов, предназначенных для нападения. Всего за сутки атаковано более 400 целей.
Военнослужащие ЦАХАЛ получили 10 тыс. карточных колод по 52 листа, на которых изображены лидеры ХАМАС во главе с Яхьей Синваром («дама червей») и Мухаммадом Дафом («джокер»). Цель акции — обозначить конечную цель войны и вывести из равновесия высокопоставленных членов руководства ХАМАС.
Проходящие в Катаре переговоры об освобождении израильских заложников зашли в тупик, и премьер-министр Биньямин Нетаньягу дал указание главе «Моссада» Давиду Барнеа вернуть в Израиль команду переговорщиков.
3 декабря
Израиль отдал приказ о дополнительной эвакуации во втором по величине городе Газы Хан-Юнисе и его окрестностях. Позже палестинская террористическая группировка ХАМАС заявила, что её бойцы вступили в столкновение с израильскими войсками примерно в 2 км (1 миле) от южного города Хан-Юнис.
ЦАХАЛ сообщил, что в районе КПП «Эрез» на северной границе сектора Газа была пресечена попытка проникновения на израильскую территорию группы террористов, которая воспользовалась туннелем.
4 декабря
В ночь на 4 декабря 162-я дивизия начала захват города Джебалия и расположенного в нём лагеря беженцев. 36-я дивизия 4 декабря начала операцию по захвату квартала Саджаийя.
5 декабря
18 военнослужащим срочной службы, участвовавшим в боевых действиях в секторе Газа, понадобилась медицинская помощь в стационаре. Врачи диагностировали у них дизентерию и назвали её причиной пищу, присланную волонтёрами.
Представитель ЦАХАЛ Йонатан Конрикус подтвердил, что израильские разведслужбы располагают сведениями о предполагаемом местонахождении заложников, удерживаемых в Газе.
Бойцы спецназа ВМС ЦАХАЛа, резервисты 551-й бригады и сотрудники ШАБАК захватили и обследовали оперативный штаб контрразведки ХАМАСа. В штабе обнаружены наблюдательные приборы, контрольные устройства, географические карты и военное снаряжение.
Израиль собрал крупную систему насосов, которые могут быть использованы для затопления туннелей, используемых террористической группировкой ХАМАС под сектором Газа.
Израиль ожидает трудных боевых действий на новом этапе своей войны в Газе, но открыт для конструктивной обратной связи по уменьшению ущерба гражданскому населению, если рекомендации соответствуют его цели уничтожения ХАМАС, заявил представитель правительства.
ЦАХАЛ объявил начало второй части наземной операции. Пехотные, танковые и инженерные части ведут бои в центральных кварталах Хан-Юниса, второго по численности населения города сектора Газа. Израильские войска вошли в город с севера по трассе Нецарим, которую с начала ноября контролирует 36-я дивизия. Войска двигались в обход лагерей беженцев Нусейрат и Аль-Бурейдж и города Дир аль-Балах. Хан-Юнис представляет собой отдельный район «территориальной обороны» ХАМАСа, количество боевиков в котором примерно равно армейской бригаде. Одновременно боевые подразделения вошли в центральную часть квартала Саджаия и в город Джебалия, в том числе на территорию прилегающего к нему одноимённого лагеря беженцев.
6 декабря
По сообщению пресс-службы ЦАХАЛ, в ходе действий бойцов боевой группы 460-й бригады был обнаружен один из крупнейших запасов оружия вблизи больницы и школы на севере сектора Газа. В арсенале находились сотни ракет и РПГ различных типов, десятки противотанковых ракет, десятки зарядов взрывчатого вещества, ракеты большой дальности, нацеленные на центр Израиля, десятки гранат и беспилотных летательных аппаратов.
7 декабря
Официальный представитель ЦАХАЛ контр-адмирал Даниэль Хагари прокомментировал видео и фотографии десятков практически обнажённых мужчин, сидящих на земле под охраной израильских военных и держащих руки за спиной: «Военнослужащие ЦАХАЛа и сотрудники ШАБАК задержали и допросили сотни подозреваемых в террористической деятельности. Многие из них в последние сутки сдались в плен добровольно».
8 декабря
Террористы группировки ХАМАС заявили, что отразили попытку израильского спецназа освободить заложника в секторе Газа, двое военнослужащих ЦАХАЛ получили тяжёлые ранения в ходе неудачной операции по освобождению заложников, а заложник, израильский военнослужащий Сахар Барух, погиб (по словам террористов). Президент Палестины Махмуд Аббас призвал к немедленному прекращению войны в Газе и созыву международной мирной конференции для выработки прочного политического решения, ведущего к созданию палестинского государства.
ХАМАС в Хан-Юнисе начал использовать женщин не только в качестве наблюдательниц, но и как «живые бомбы».
Вечером Даниэль Хагари сообщил, что за двое суток были взяты в плен или сдались добровольно более 200 боевиков, в числе которых есть командиры ХАМАС и террористы из военно-морского спецназа «Нухба».
9-10 декабря
9 декабря президент Палестинской автономии Махмуд Аббас заявил, что вето Соединённых Штатов на резолюцию Совета Безопасности ООН, требующую прекращения огня по гуманитарным соображениям в Газе, сделало её соучастницей того, что он назвал военными преступлениями против палестинцев.
Армия обороны Израиля за последние сутки атаковала 250 целей палестинской террористической группировки ХАМАС в секторе Газа, сообщила армейская пресс-служба.
10 декабря пресс-служба ЦАХАЛ сообщила, что подразделения артиллерийского корпуса впервые пересекли границу сектора Газа. 282-я бригада взаимодействует с боевой группой 188-й бригады в районе Шаджайя.
10 декабря ЦАХАЛ взял под контроль площадь Палестина, на которой стоят дома главарей ХАМАС. По словам Даниэля Хагари, этот район — центральный штаб, в котором руководство ХАМАС провело весь день 7 октября.
11 декабря
Израильские танковые войска продвинулись дальше на запад в своей битве против ХАМАС в Хан-Юнисе и его окрестностях.
Впервые с 2005 года военно-транспортный самолёт C-130J Super Hercules из 103-й эскадрильи ВВС ЦАХАЛ сбросил 7 тонн припасов бойцам коммандос, действующим в Хан-Юнисе.
В здании мечети в центре Джебалии бойцы бригады «Нахаль» обнаружили тренировочный центр гранатомётчиков и лабораторию по производству СВУ.
12-13 декабря
В ночь на 12 декабря истребители и БПЛА ВВС Израиля наносили удары по пусковым площадкам ракет в секторе Газа. Наземные силы «нанесли удар по оружейному цеху, где были обнаружены сотни гранат, ракет и реактивных снарядов», а также «провели целенаправленный рейд на военный лагерь ХАМАС, где обнаружили около 250 готовых к использованию ракет, снарядов и гранатомётов».
Израиль объявил, что со вторника, 12 декабря, для проверки безопасности помощи, направляемой в сектор Газа, будет использоваться ещё один пограничный переход, «Керем-Шалом», что «удвоит объём гуманитарной помощи, поступающей в Газу». Поставки напрямую из Израиля по-прежнему осуществляться не будут, грузовики с помощью будут въезжать на территорию сектора Газа через египетский КПП «Рафах».
ВМС ЦАХАЛ сообщили, что службу в Красном море несут четыре «Маген» («Щит»), «Оз» («Мощь»), «Ацмаут» («Независимость») и «Ницахон» («Победа»).
Газета The Wall Street Journal сообщила, что ЦАХАЛ начал заливать водой туннели ХАМАС в секторе Газа.
Во время операции в квартале Шуджайя погибли 10 военнослужащих бригады «Голани», 669-го специального спасательного тактического подразделения и 614-го инженерного батальона «а-Юваль». Во время прочесывания домов в квартале террористы подорвали здание и открыли огонь по военнослужащим ЦАХАЛ. Когда на помощь раненым прибыли бойцы 669-го подразделения, террористы осуществили второй подрыв. В ходе проведённого по горячим следам расследования было установлено, что причиной трагедии стал недостаток разведывательной информации. Комплекс из двух зданий с общим двором, принадлежащих активисту ХАМАС и подлежащих зачистке, оказался частью укреплённого района из 7 зданий, связанных подземными переходами, с заранее оборудованными огневыми позициями и фугасами.
14 декабря
Представитель палестинского Минздрава Ашраф аль-Кудра заявил, что ЦАХАЛ задержал более 70 медработников и раненых в больнице имени Камаля Адвана на севере сектора Газа, в том числе директора больницы Ахмеда аль-Кахлюта. Со своей стороны, пресс-служба ЦАХАЛ заявила, что 460-я бронетанковая бригада «Бней Ор» принудила к сдаче 70 боевиков, которые оказывали вооружённое сопротивление в том числе на территории больницы, в здании которой было найдено оружие. За последние дни из больницы им. Камаля Адуана были эвакуированы несколько тысяч пациентов и медиков.
15 декабря
Бойцы отряда специального назначения 188-й бронетанковой бригады «Барак» завершили разгром опорного пункта «Батальона Шаджайи» — ключевого участка эшелонированной обороны, созданной на случай войны.
Как сообщила пресс-служба ЦАХАЛ, в Джебалии возле входа в подземный туннель, ведущий к системе подземных сооружений, в центре которой располагался штаб ХАМАС, террористы разложили детские куклы и рюкзаки со встроенными динамиками. Когда израильтяне приближались к лазу, из динамиков раздавался детский плач и мольбы на иврите: «Спасите меня!». Рядом с приманками были установлены СВУ.
16-17 декабря
17 декабря израильские военные сообщили об обнаружении необычно большого бетонного туннеля с железными опоясаниями, предназначенного для перевозки автомобилей с боевиками из Газы прямо к границе. Данный туннель самый большой из найденных на настоящее время.
18 декабря
Израильские военные сообщили о том, что 252-я бронетанковая дивизия «Синай» выполнила свою задачу в районе Бейт-Хануна на севере сектора Газа — бойцы дивизии уничтожили террористическую инфраструктуру, значительные подземные туннели в этом районе, ликвидировали множество террористов.
19 декабря
Пресс-служба ЦАХАЛ заявила, что 162-я дивизия завершила захват Джебалии.
20 декабря
ЦАХАЛ взорвал 56 зданий в районе Шаджаия.
Бойцы 401-й бронетанковой бригады и спецназа ШАЛЬДАГ обнаружили и обследовали подземный центр управления под площадью Палестины в центре города Газа.
21 декабря
36-я дивизия полностью взяла под контроль квартал Шаджайя.
Спецназ инженерных войск ЯАЛОМ и 401-я бригада уничтожили подземный центр управления в городе Газа.
ЦАХАЛ расширил зону проведения операции, включив в неё новые районы в центральной части сектора Газа, и призвал обитателей поселений эвакуироваться на юг, в Дейр-эль-Балах
22 декабря
Подразделения бригады «Ифтах» и инженерных войск зачистили штаб-квартиру ХАМАС в районе Исса. При обследовании местности был обнаружен многоуровневый туннель длиной в несколько сотен метров. Уровни туннеля использовались для размещения командных пунктов, коммуникационных помещений, казарм, инфраструктуры и складов.
24 декабря
После одного из самых худших дней в наземной операции в Газе, премьер-министр Израиля Биньямин Нетаньяху поклялся, что его войска углубятся в сектор Газа для уничтожения всех террористов.
30 декабря
Премьер-министр Израиля Биньямин Нетаньяху заявил, что пограничная зона между сектором Газа и Египтом должна быть под контролем Израиля.
Военнослужащие 14-й бригады 162-й бронетанковой дивизии обнаружили на севере сектора Газа конспиративную квартиру Яхьи Синуара. Под зданием на глубине 20 м был обнаружен туннель длиной 218 м, оборудованный как командный центр. После обследования туннель был взорван.

## 2024

### Январь
1 января
Военнослужащие 7-й бронетанковой бригады «Саар ми-Голан» и 84-й пехотной бригады «Гивати» захватили в Хан-Юнесе штаб военной разведки ХАМАС в южной части сектора Газа и штаб «Исламского джихада».
Начальник Генштаба ЦАХАЛ Герци Ха-Леви принял решение вывести из сектора Газа четыре бригады: 41-ю и 551-ю бригады резервистов, учебную бригаду бронетанкового корпуса и бригаду школы пехотных профессий.
2 января
ЦАХАЛ установил полный контроль над «Восточной базой» ХАМАС в г. Газа — комплексом из 37 зданий, а также подземных бункеров и тоннелей;. ЦАХАЛ объявил об изменении стратегии и начале нового этапа операции.
3 января
По сведениям военно-медицинской службы ЦАХАЛ, примерно у ста военнослужащих, принимающих участие в операциях в секторе Газа, обнаружен лейшманиоз.
8 января
Израиль приступил к более жёстким ударам по различным целям на территории Сирии, стремясь препятствовать доставке иранских военных грузов враждебным группировкам.
14 января
Израиль проинформировал Египет о планах начать военную операцию по взятию под контроль границы между сектором Газа и Египтом.
15 января
Министр обороны Израиля Йоав Галант объявил об окончании этапа интенсивных военных действий в северной части сектора Газа. По его словам, сейчас боевые действия переходят в новую стадию и станут «более точечными».
16 января
Армия обороны Израиля (ЦАХАЛ) сообщила об уничтожении стратегического подземного маршрута ХАМАС в центральной части сектора Газа под дорогой Салах ад-Дин, которая соединяет его южную и северную части. Также бронетанковые войска Израиля вернулись в ранее покинутые районы.
17 января
На юге сектора Газа погиб сержант Ория Аймалк Гошен, боец разведывательного подразделения бригады «Гивати».
На Западном берегу (округ Иудея и Самария) в автокатастрофе погиб старшина резерва Анвар Серхан, боец 910-го батальона региональной бригады «Эциони».
18 января
От ран, полученных в боях 17 января, скончался сержант Ори Джерби, боец разведроты бригады «Гивати», в возрасте 20 лет.
19 января
На юге сектора Газа погиб старшина резерва Уриэль Авиад Сильверман, боец 7421-го батальона, бригады «Кирьяти» в возрасте 21 года.
22 января

Пресс-секретарь ЦАХАЛа Даниэль Хагари сообщил о смерти 21 солдата резерва и уничтожении одного танка вблизи кибуца Кисуфим. Седьмой канал сообщает:
«…утром объединённые силы пехоты, инженерных войск и бронетехники получили задачу зачистить территорию в буферной полосе, которую в эти дни создает дивизия Газы.
Инженерные силы захватили десять соседних двухэтажных зданий чуть более чем в полукилометре от границы с сектором Газы. Около 16:00 террорист, выйдя из шахты туннеля, выпустил ракету типа РПГ по танку, обеспечивавшему безопасность операции. Двое солдат были убиты и двое ранены.

При этом по зданиям, где находились десятки наших военных, были также выпущены противотанковые ракеты. По оценкам, взрыв ракет привел к детонации взрывчатки и обрушению двух зданий на солдат».
25 января
На юге сектора Газа погиб старшина резерва Элиран Йегер, боец 8170-го инженерного батальона бригады «Гивати», в возрасте 36 лет.
27 января
Израильские армейские резервисты провели интенсивные учения на границе с Ливаном в рамках мероприятий по повышению боеготовности в условиях эскалации в этом районе. Ожидается, что Израиль начнёт военную операцию против «Хезболлы» в Южном Ливане.
30 января
ЦАХАЛ сообщает о смерти капитана Гавриэля Шани и прапорщика Юваля Нира, командира и бойца группы сопровождения 6646-го батальона 646-й резервной десантной бригады «Шуалей-маром» на юге сектора Газа, в возрасте 29 и 43 лет.
31 января
ЦАХАЛ сообщает о смерти майора Ицхара Хофмана, командующего взводом подразделения «Шальдаг», на севере сектора Газа, в возрасте 36 лет.

### Февраль
1 февраля
Катар заявил о согласии Израиля на прекращение огня в секторе Газа, ХАМАС также дал своё первоначальное одобрение. Из условий соглашения следует, что ХАМАС готов освободить заложников после шестинедельного прекращения огня. После возвращения пленных израильская сторона рассматривает более ограниченные операции в секторе Газа.
6 февраля
ЦАХАЛ сообщает о смерти майора Давида Шакури, заместителя командира 601-го батальона 401-й бронетанковой бригады «Иквот ха-Барзель», на севере сектора Газа, в возрасте 30 лет.
7 февраля
ЦАХАЛ сообщает о смерти старшего сержанта Ханана Дрори, бойца оперативного штаба замкомбрига 551-й бригады «Хицей ха-Эш» в больнице, в результате грибковой инфекции после полученного 17 октября тяжелого ранения на севере сектора Газа.
11 февраля
В Хан-Юнисе погибли старшины Ади Эльдор и Алон Кляйнман, служащие специального подразделения «Маглан». Вместе с ними был ранен старшина Эяль Бродский, сын посла Израиля в Украине Михаэля Бродского.
12 февраля
На юге сектора Газа погибли подполковник Нетанэль Яаков Элькоби, майор Яир Коэн и старшина Зив Хен, военнослужащие 630-го батальона 6643-й Южной бригады, входящей в состав 143-й дивизии «Шуалей ха-Эш». Тяжело ранены ещё два резервиста из этого подразделения.
16 февраля
Египет готовит территорию на границе с Газой, в которой могли бы разместиться палестинцы на случай, если израильское наступление на Рафах вызовет массовый исход через границу.
24 февраля
В районе Эбасаним города Хан-Юнис, откуда боевики Нухбы начинали вторжение в Израиль, произошёл бой, результатом которого стала смерть сержантов Идо Эли Зарихана и Нерии Балты из бригады «Гивати».
На севере сектора Газа погиб 24-летний Эяль Шоминов, командир роты 424-го батальона «Шакед», входящего в состав бригады «Гивати».

### Март
1 марта
В результате взрыва самодельного взрывного устройства в Хан-Юнисе было ранено 14 солдат, шестеро из них — серьёзно, а также погибли сержанты Инон Ицхак, Афик Тари и Долев Малка, служащие 90-го батальона «Нахшон», входящего в состав бригады «Кфир».
2 марта
От ран, полученных в пятницу (1 марта), в больнице скончался прапорщик Денис Якимов, служащий 17-го батальона «Арйот ха-Голан», входящего в состав 828-й бригады «Бисламах» (школа по подготовке сержантского состава, которая в военное время превращается в боевое подразделение).
11 марта
В результате израильского авиаудара по подземному объекту в Нусейрате, в центральной части Газы, погиб «третий номер» в иерархии ХАМАС Марван Исса, заместитель главы Бригад аль-Кассам. С ним погиб Гази Абу Тамаа, старший член военного совета ХАМАС.
18 марта
Утром силами ЦАХАЛ была проведена операция на территории больницы «Аш-Шифа», в результате которой было уничтожено около двадцати бойцов группировки ХАМАС. Кроме того, были задержаны десятки людей для допроса. После начала операции во Всемирной организации здравоохранения (ВОЗ) выразили обеспокоенность ситуацией, указав, что это «создаёт опасность для сотрудников сферы здравоохранения, пациентов и гражданских лиц».
22 марта
В результате теракта в Биньямине, во время которого террорист открыл огонь по военнослужащим ЦАХАЛ, погиб старшина Илай Давид Гарфинкель, служивший в спецподразделении «Дувдеван». Террорист был уничтожен, ещё семеро военнослужащих получили ранения.
27 марта
В боях на юге сектора Газа погиб сержант Нисим Кахлон, житель Хадеры, боец 435-го батальона «Ротем», входящего в состав бригады «Гивати».
29 марта
В районе Аль-Амаль города Хан-Юнис погиб старшина Алон Кудряшов, служащий в спецподразделении «Эгоз». В том же бою получили ранения ещё 16 бойцов, в том числе шестеро — тяжелые. Боевики ХАМАС произвели выстрел из РПГ по верхнему этажу здания, который штурмовал спецназ. В результате произошёл обвал несущих конструкций и военнослужащие попали в ловушку. После была проведена спасательная операция, в которой участвовало подразделение 669 и ВВС. Раненных доставили в госпиталь в течение 55 минут.

### Апрель
1 апреля семь сотрудников (палестинец, граждане Австралии, Польши, Великобритании и волонтер с двойным гражданством США и Канады) благотворительной организации World Central Kitchen, занимающейся предоставлением бесплатного питания пострадавшим от различных стихийных бедствий, погибли в результате израильских авиаударов с беспилотных аппаратов по их автомобилям в тот момент, когда они находились к югу от Дейр-эль-Балаха в центральной части сектора Газа. Власти Израиля выразили соболезнования и пообещали провести тщательное расследование. Расследование выяснило, что те, кто одобрили удары, были убеждены, что они нацелены на вооружённых боевиков ХАМАС. Было сообщено, что офицеры, непосредственно ответственные за эти удары, будут отстранены от должностей, а главе Южного командования Армии обороны Израиля объявят выговор.
6 апреля
На юге сектора Газа погибли капитан Идо Барух, служивший в спецподразделении «Эгоз», и трое сержантов — Амитай Эвен-Шошан, Риф Харуш, Илай Цаир. Сержанты проходили обучение в школе коммандос, тогда как капитан был командиром группы этой же школы.
10 апреля
ВВС Израиля нанесли удар по трём боевикам ХАМАС, в результате чего пострадали сыновья Исмаила Хании, председателя политбюро ХАМАС: Амир Хания, командир ячейки бригад аль-Кассам, и двое боевиков — Мухаммед Хания и Хазем Хания.
28 апреля
В центре сектора Газа, в результате дружественного огня погибло двое старших сержантов резерва: Идо Авив, боец батальона 9232, входящего в состав 434-й бронетанковой бригады «Ифтах», и Калкидан Мехари боец 223-го батальона, входящего в состав бригады «Кармели». Расследование показало, что во время боя с боевиками ХАМАС, командир танка 679-й бригады заподозрил, что в одном из зданий находятся террористы, и отдал приказ обстрелять его. В результате, Авив и Мехар убиты, ещё трое бойцов получили ранения.

### Май
5 мая
Во время массированного обстрела кибуца Керем-Шалом погибли трое старших сержантов: Таль Шавит, боец 931-го батальона бригады «Нахаль», и двое бойцов батальона «Шакед» бригады «Гивати» — Идо Теста и Рубен Марк Мордехай Ассулин.
6 мая
В результате воздушной атаки запущенного боевиками Хезболлы барражирующего боеприпаса (дистанционно управляемого БПЛА) в районе Метулы погибли два бойца-резервиста из 6551-го батальона 551-й резервной бригады специального назначения «Хицей ха-Эш» — 31-летние старшины Дан Камхаджи и Нахман Натан Герц. Военный кабинет Израиля принял решение о продолжении операции в Рафахе, чтобы усилить давление на ХАМАС, несмотря на то, что накануне Исмаил Хания заявил о согласии прекратить огонь в Секторе Газа. Утром 7 мая бронетанковые подразделения ЦАХАЛ вошли в Рафах и взяли под контроль КПП «Рафах» с палестинской стороны.
7 мая

В ночь на 7 мая силами ЦАХАЛ был взят контрольно-пропускной пункт Рафах. Позднее было выпущено заявление с сообщением о начале точечной контртеррористической операции в восточном районе Рафаха:
«После получения разведывательной информации, которая показала, что контрольно-пропускной пункт Рафах в восточной части Рафаха использовался в террористических целях, войскам ЦАХАЛа удалось установить оперативный контроль над сектором Газа. В воскресенье из района контрольно-пропускного пункта Рафах был произведён миномётный обстрел в район контрольно-пропускного пункта Керем-Шалом, в результате чего четыре солдата ЦАХАЛа были убиты и ещё несколько солдат получили ранения. <…> С начала оперативной деятельности ликвидировано около 20 террористов и обнаружены три оперативные шахты тоннелей».
11 мая
Один из находящихся в секторе Газа заложников скончался от полученных ранений при налёте ВВС Израиля. В заявлении Бригад аль-Кассам говорится, что удар был нанесён более месяца назад, в результате чего пятидесятиоднолетний пленный Надав Попллуэлл, имевший гражданство Великобритании, скончался из-за невозможности оказания интенсивной медицинской помощи.
15 мая
Пятеро солдат ЦАХАЛ погибли на севере сектора Газа в результате дружественного огня из танка. Среди погибших капитан Рои Бейт Яаков, штаб-сержанты Гилад Арье Бойм и Бецалель Давид Шаашуа и сержанты Илан Коэн и Даниэль Хемо. Все погибшие служили в 202-м батальоне «Це́фа» парашютно-десантной бригады «Цанханим».
22 мая
В северной части сектора Газа погиб прапорщик запаса Гидеон Диро, боец спецназа саперных войск «Яхалом», а также бойцы ультраортодоксального батальона «Нецах-Йехуда» бригады «Кфир» — лейтенант Исраэль Юдкин и старший сержант Эли (Элиягу) Амсалем. Последний входил в общину хабада, из-за этого в хабадной общине объявили специальный траур.
26 мая
Армия обороны Израиля нанесла удар по лагерю беженцев в Рафахе, в результате которого, по данным Министерства здравоохранения Газы, погибло 45 человек, ещё около 200 человек получили ранения. По словам пресс-атташе израильской армии Хагари, высокоточный 17-килограммовый боеприпас, которым нанесён удар по двум членам ХАМАС, не мог вызвать таких последствий. Хагари считает, что пожар возник из-за детонации склада боеприпасов, который мог быть размещён в лагере. Он также отметил, что удар был нанесён по цели, расположенной за рамками очерченной израильтянами зоны безопасности.
В северной части сектора Газа погиб старший сержант Сахар Судаи, боец батальона «Ротем» бригады «Гивати». От ран, полученных в боях 22 мая, скончался старший сержант Бецалель Ковач, боец ультраортодоксального батальона «Нецах-Йехуда» бригады «Кфир».
27 мая

ЦАХАЛ заявил о ликвидации главы штаба палестинского движения ХАМАС на Западном берегу Ясина Рабии, в результате авиаудара в северо-западной части города Рафах:
«Ранее этим вечером авиация Израиля… ликвидировала террориста Ясина Рабию, командующего ХАМАС в Иудее и Самарии»
28 мая
В Рафахе, неподалеку от одноимённого КПП, трое бойцов 50-го батальона «Нахаль» подорвались на фугасе при входе в одно из зданий. Погибли старший сержант Амир Галилов, сержант Ури Бар-Ор и сержант Идо Аппель. Вместе с ними пострадали офицер и двое других бойцов из того же батальона.
30 мая
На КПП «Хава-Шеш» при въезде в Наблус, недалеко от поселения Итамар, произошёл автомобильный теракт, в результате которого погибли два бойца бригады «Кфир»: Диего Швиша Харсадж и Элия Гилель.

### Июнь
5 июня
При взрыве беспилотника вблизи ливанской границы погиб старший сержант-резервист Рафаэль Каудерс, служащий 5030-го батальона 228-й бригады «Алон».
6 июня
Около 4:20 утра, во время сильного тумана, группа из четырёх боевиков ХАМАС попыталась проникнуть на территорию Израиля через «стерильную зону» между поселениями Рафах и Керем-Шалом. Их заметили солдатки-наблюдательницы, по чьему сигналу в 5:00 на место был вызван отряд патрульных следопытов, подвергшийся обстрелу из гранатомётов и стрелкового оружия в четырёхстах метрах от пограничного забора. Двое боевиков были уничтожены с воздуха, один — из танка, четвёртому удалось скрыться в Рафахе, где он разыскивается. В перестрелке погиб старший сержант Зияд Мазариб.
10 июня
Во время оперативных действий в Шабуре (район Рафаха) бойцы бригады «Гивати» подверглись комбинированной атаке боевиков — со стороны жилого здания, рынка и центральной трассы. По ходу боя, бойцы ЦАХАЛ забросили взрывчатку в 3-этажное здание, что, вероятно, активизировало заложенные в здании взрывные устройства. Произошёл мощный взрыв, строение обрушилось на военнослужащих. В результате погибли четверо бойцов бригады: майор Таль Пшебильски-Шаулов, старший сержант Эйтан Карлсбрун, сержанты Альмог Шалом и Яир Левин, внук главы партии «Зеут» и бывшего депутата кнессета Моше Фейглина. Ещё одиннадцать бойцов получили ранения, в том числе пятеро — тяжёлые. В ЦАХАЛе считают, что здание находилось над туннельной шахтой. Также установлено, что взорвавшийся дом принадлежит боевику ХАМАСа, который был причастен к похищению Гилада Шалита.
11 июня
Выполнив поставленную боевую задачу, 98-я дивизия ЦАХАЛа выходит из сектора Газа, сообщает армейская пресс-служба.
Около 10 вечера со стороны Израиля был нанесён авиаудар по зданию в посёлке Джуя рядом с городом Сур, в результате которого погибло четверо основных командиров Хезболлы в южном Ливане: Селим Суфан, Мухаммед Сабра, Хусейн Хамид и самый старший Талеб Сами Абдулла, он же Абу-Талеб, руководивший боевой активностью на центральном участке ливанско-израильской границы.
12 июня
В ответ на убийство четырёх высокопоставленных командиров 11 июня, Хезболла предприняла один из самых массовых обстрелов Израиля — было выпущено более двухсот ракет. Не менее тридцати снарядов было выпущено по центру управления воздушными операциями и радиоэлектронной борьбы на севере Израиля, который расположен на базе ВВС «Мерон». По заявлению Хезболлы, удары были нанесены по командному пункту ЦАХАЛа в Эйн-Зейтиме и израильским артиллерийским батареям в Рамте, Рувейсе и Эс-Самаке на высотах Кфар-Шуба, по военным складам в кибуце Амиад.
15 июня
Около пяти утра, один из БТР Намер, двигавшийся в колонне по району Тель-Султан, на севере Рафаха, был подорван зарядом взрывчатки. В результате взрыва погибли восемь бойцов: ефрейторы Итай Амар, Элиягу Цимбалист, Якир Леви, Шалом Менахем, сержанты Оз Гровер, Ор Блумович, Станислав Костарев и лейтенант Васим Махмуд, заместитель комроты 601-го саперного батальона регулярной 401-й бронетанковой бригады «Иквот ха-Барзель».
От ран, полученных в боях 10 июня, скончался сержант Яир Ройтман, боец бригады «Гивати».
16 июня
При обследовании заминированного тоннеля в Рафахе в результате взрыва погиб старший сержант Авраам Цур, боец в разведроте бригады «Нахаль». Вместе с ним был ранен офицер-резервист из разведывательного подразделения 504.
17 июня
Утром возле южноливанского населённого пункта Салаа с воздуха ликвидирован Мухаммед Аюб, возглавлявший ракетное и артиллерийское подразделение «Хезболлы» — «Насер».
18 июня
ЦАХАЛ подвёл промежуточные итоги операции в Рафахе, начавшейся 40 дней назад: 162-я дивизия полностью контролирует границу с Египтом (Филадельфийский коридор) и некоторые районы Рафаха — Бразильский, Тель-Султан и Шабура. За время операции уничтожено 550 террористов. По оценкам военных, два из четырёх батальона ХАМАС практически разгромлены, а два оставшихся продолжают сопротивление, но уже истощены.
20 июня
Во время миномётного обстрела коридора Нецарим погибли старшины Омер Смаджа, сын дзюдоиста Шай-Орена Смаджи, и Саадья Яаков Дери, бойцы 9203-го батальона бригады «Александрони». Во время обстрела получили ранения ещё пятеро солдат, в том числе трое — тяжёлые.

### Июль
31 июля
В Тегеране произошло убийство главы политбюро ХАМАС Исмаила Хании.

### Сентябрь
27 сентября
В результате авиаудара ЦАХАЛ убит генеральный секретарь ливанской Хезболлы Хасан Насралла.

### Октябрь
13 октября
Во время перестрелки с ЦАХАЛ на юге сектора Газа, погиб глава политбюро ХАМАС Яхья Синвар, сменивший на этом посту убитого в июле Исмаила Ханию. 

### Ноябрь
2 ноября
АОИ атаковали лагерь Нусейрат в секторе Газа. Израильские ВВС за прошедшие сутки атаковали порядка 120 различных объектов радикалов на территории Ливана и в секторе Газа.

## 2025

### Январь
2 января
По сообщениям министерства здравоохранения Газы, в результате израильских бомбардировок за прошедшие сутки погибло 28 и пострадало 59 человек. По данным министерства, число жертв израильских ударов по сектору Газа с начала конфликта возросло до 45 581, пострадали более 108 тысяч человек.
6 января
Недалеко от КПП Вади-Газа три автомобиля Всемирной продовольственной программы ООН (ВПП ООН) были обстреляны со стороны ЦАХАЛ. По меньшей мере 16 пуль попали в автомобили, ни один человек не пострадал.
9 января
Силами ЦАХАЛ ликвидирован командир батальона ХАМАС «Сабра» Усама Абу Намос, который руководил нападениями на войска ЦАХАЛ в районе коридора Нецарим — зоны израильской оккупации, делящей сектор Газа посередине. В результате дополнительного авиаудара был уничтожен Махмуд ат-Тарк, заместитель командира батальона, и два командира рот.
19 января
В 8:30 по местному времени начался режим прекращения огня в секторе Газа по результатам переговоров между Израилем и ХАМАС.

### Март
18 марта
ЦАХАЛ начал новую наземную военную операцию на юге и в центре сектора Газа, чтобы расширить зону безопасности и создать частичный буфер на севере и юге сектора. Предположительно, режим прекращения огня был прерван ввиду отказа ХАМАС от немедленного освобождения всех заложников.

### Май
13 мая
В результате авиаудара ВВС Израиля по подземному командному пункту ХАМАС под Европейской больницей в Хан-Юнисе, погиб Мохаммад Синвар вместе с десятью помощниками, сменивший своего брата Яхью Синвара на посту главы политбюро ХАМАС.
Биньямин Нетаньяху на встрече с резервистами заявил о масштабном наступлении на сектор Газа: «Ситуация изменилась. В ближайшие дни мы войдем со всей мощью, чтобы завершить процесс <…> и сломить ХАМАС. Это означает уничтожение ХАМАС».
15 мая
В результате авиаудара ВВС Израиля по молитвенному залу в лагере Джебалия погибло 15 человек, 11 из которых — женщины и дети.
16 мая
ЦАХАЛ начал новую наземную операцию в секторе Газа, направленную на достижение всех целей Израиля, включая освобождение заложников и уничтожение ХАМАС.

### Июнь
8 июня
По заявлению минздрава Газы, за прошедшие сутки в секторе Газа в результате израильских ударов погибло более ста человек и почти четыреста получили ранения.